# LBRY
LBRY (wymawiane jak anglojęzyczne „library”) – protokół blockchain do udostępniania filmów i innych plików multimedialnych, stosowany w kilku platformach wideo, w tym Odysee, która ma być zdecentralizowaną alternatywą dla YouTube przy wykorzystaniu technologii, które pobierają mniejszą ilość danych o użytkowniku i umożliwiają większą swobodę wypowiedzi.

## Historia
Protokół LBRY został stworzony w 2015 roku przez amerykańskiego libertarianina Jeremy’ego Kauffmana, obecnego CEO i Jimmy’ego Kiselaka, obecnego CTO. Stworzone przez firmę platformy to m.in. spee.ch, LBRY.tv i powstały w 2020 roku serwis Odysee.

## Technologia
Protokół LBRY to zdecentralizowany protokół peer-to-peer oparty na technologii blockchain i BitTorrent. Jest zbudowany w taki sposób, że nikt nie jest w stanie całkowicie usunąć filmu z platformy. Różne platformy zbudowane na protokole LBRY mogą usunąć niektóre treści z ich algorytmu wyszukiwania, co jednak nie prowadzi do ich usunięcia z bazowego systemu blockchain.
LBRY, Inc. zarządza własną kryptowalutą, zwaną LBC, za pomocą której użytkownicy mogą wynagradzać preferowane przez siebie kanały. Użytkownicy otrzymują trochę LBC za różne działania, takie jak codzienne logowanie, oglądanie wideo lub zapraszanie innych osób do przyłączenia się, mogą następnie przekazywać kryptowaluty innym kanałom lub wykorzystywać je do promowania swoich filmów.